# Like a Virgin
Like a Virgin – drugi album studyjny amerykańskiej piosenkarki Madonny, wydany w dniu 12 listopada 1984 roku przez Sire Records. Został wznowiony w kilku państwach (poza Ameryką Północną) w 1985 roku, z dodatkowym utworem „Into the Groove”. Album został wyprodukowany przez Nile’a Rodgersa, a nagrany w Power Station Studio w Nowym Jorku, w szybkim tempie. Rodgers poprosił o pomoc swoich kolegów z zespołu Chic, Bernarda Edwardsa, który był basistą i Tony'ego Thompsona, który grał na perkusji. Rodgers postanowił pracować jako gitarzysta. Jason Corsaro,  inżynier dźwięku, przekonał go, aby użyli cyfrowego zapisu, nowej techniki wprowadzonej w tamtym czasie. Sesja zdjęciowa na okładkę została wykonana przez Stevena Meisela. Madonna chciała, żeby tytuł płyty i okładka, miały prowokacyjny związek z Maryją, matką Jezusa, oraz chrześcijańską koncepcją dziewictwa.
Madonna współpracowała z byłym chłopakiem, Steve'em Brayem. Album pojawił się na pierwszym miejscu listy Billboard 200, mimo mieszanych recenzji, osiągnął wielki sukces komercyjny. Recording Industry Association of America (RIAA) nadała mu certyfikat diamentowej płyty za sprzedaż dziesięciu milionów egzemplarzy w samych Stanach Zjednoczonych. Na całym świecie sprzedano ponad dwadzieścia jeden milionów egzemplarzy krążka, czyniąc go jednym z najlepiej sprzedających się albumów wszech czasów.
Single z albumu „Like a Virgin” i „Material Girl” stały się wielkimi przebojami na całym świecie. Kolejnym międzynarodowym przebojem był „Into the Groove”. Inne wydane single „Angel” i „Dress You Up” znalazły się w pierwszej piątce hitów w Stanach Zjednoczonych. Aby promować album, Madonna wyruszyła w tasę koncertową The Virgin Tour, wyłącznie po miastach Ameryki Północnej.
„Like a Virgin” określa się jako kultowy i ikoniczny album lat 80. Madonna udowodniła, że nie była artystką jednego przeboju i była w stanie zapewnić sobie trwałe miejsce w świecie muzyki. Jej piosenki stały się obiektem zarówno krytyki konserwatystów, jak i wzorem naśladowań dla młodych kobiet, szczególnie „Material Girl” i „Like a Virgin”. Album dedykowany został „wszystkim dziewicom świata”.

## Lista utworów
| Nr | Tytuł utworu                                               | Autorstwo                       | Długość |
| -- | ---------------------------------------------------------- | ------------------------------- | ------- |
| 1. | „Material Girl”                                            | Peter Brown, Robert Rans        | 4:01    |
| 2. | „Angel”                                                    | Madonna, Stephen Bray           | 3:56    |
| 3. | „Like a Virgin”                                            | Tom Kelly, Billy Steinberg      | 3:38    |
| 4. | „Over and Over”                                            | Madonna, Stephen Bray           | 4:12    |
| 5. | „Love Don’t Live Here Anymore” (cover utworu Rose Royce’a) | Miles Gregory                   | 4:47    |
| 6. | „Dress You Up”                                             | Andrea LaRusso, Peggy Stanziale | 4:01    |
| 7. | „Shoo-Bee-Doo”                                             | Madonna                         | 5:16    |
| 8. | „Pretender”                                                | Madonna, Stephen Bray           | 4:30    |
| 9. | „Stay”                                                     | Madonna, Stephen Bray           | 4:07    |
|    |                                                            |                                 | 38:28   |

| Reedycja z 1985 roku | Reedycja z 1985 roku                                       | Reedycja z 1985 roku            | Reedycja z 1985 roku |
| Nr                   | Tytuł utworu                                               | Autorstwo                       | Długość              |
| -------------------- | ---------------------------------------------------------- | ------------------------------- | -------------------- |
| 1.                   | „Material Girl”                                            | Peter Brown, Robert Rans        | 4:01                 |
| 2.                   | „Angel”                                                    | Madonna, Stephen Bray           | 3:56                 |
| 3.                   | „Like a Virgin”                                            | Tom Kelly, Billy Steinberg      | 3:38                 |
| 4.                   | „Over and Over”                                            | Madonna, Stephen Bray           | 4:12                 |
| 5.                   | „Love Don’t Live Here Anymore” (cover utworu Rose Royce’a) | Miles Gregory                   | 4:47                 |
| 6.                   | „Into the Groove”                                          | Madonna, Stephen Bray           | 4:44                 |
| 7.                   | „Dress You Up”                                             | Andrea LaRusso, Peggy Stanziale | 4:01                 |
| 8.                   | „Shoo-Bee-Doo”                                             | Madonna                         | 5:16                 |
| 9.                   | „Pretender”                                                | Madonna, Stephen Bray           | 4:30                 |
| 10.                  | „Stay”                                                     | Madonna, Stephen Bray           | 4:07                 |
|                      |                                                            |                                 | 43:12                |

| Reedycja z 2001 roku | Reedycja z 2001 roku                                       | Reedycja z 2001 roku            | Reedycja z 2001 roku |
| Nr                   | Tytuł utworu                                               | Autorstwo                       | Długość              |
| -------------------- | ---------------------------------------------------------- | ------------------------------- | -------------------- |
| 1.                   | „Material Girl”                                            | Peter Brown, Robert Rans        | 4:01                 |
| 2.                   | „Angel”                                                    | Madonna, Stephen Bray           | 3:56                 |
| 3.                   | „Like a Virgin”                                            | Tom Kelly, Billy Steinberg      | 3:38                 |
| 4.                   | „Over and Over”                                            | Madonna, Stephen Bray           | 4:12                 |
| 5.                   | „Love Don’t Live Here Anymore” (cover utworu Rose Royce’a) | Miles Gregory                   | 4:47                 |
| 6.                   | „Dress You Up”                                             | Andrea LaRusso, Peggy Stanziale | 4:01                 |
| 7.                   | „Shoo-Bee-Doo”                                             | Madonna                         | 5:16                 |
| 8.                   | „Pretender”                                                | Madonna, Stephen Bray           | 4:30                 |
| 9.                   | „Stay”                                                     | Madonna, Stephen Bray           | 4:07                 |
| 10.                  | „Like a Virgin” (rozszerzona wersja taneczna)              | Tom Kelly, Billy Steinberg      | 6:08                 |
| 11.                  | „Material Girl” (rozszerzona wersja taneczna)              | Peter Brown, Robert Rans        | 6:07                 |
|                      |                                                            |                                 | 50:43                |

Uwagi
- Płyta gramofonowa została wznowiona na wszystkich kontytentach poza Ameryką Północną w roku 1985, po wejściu na ekrany filmu Rozpaczliwie poszukując Susan i uzupełniono ją o pochodzącą z niego piosenkę "Into the Groove".
- Zremasterowaną wersję albumu wydano w roku 2001, przy okazji trasy koncertowej Drowned World Tour. Zawiera ona oryginalną listę utworów (bez piosenki "Into the Groove") oraz dwa dodatkowe remiksy.

## Muzycy
- Madonna – śpiew, wokal wspierający (w "Material Girl", "Angel" i "Shoo-Bee-Doo")
- Curtis King – wokal wspierający
- Brenda King – wokal wspierający (w "Shoo-Bee-Doo")
- Frank Simms – wokal wspierający
- George Simms – wokal wspierający
- Jimmy Bralower – automat perkusyjny LinnDrum, automat perkusyjny Simmons
- Bernard Edwards – gitara basowa
- Lenny Pickett – saksofon
- Nile Rodgers – gitara, gitara elektryczna, gitara akustyczna, syntezator Synclavier II, syntezator Roland Juno-60, aranżacja i prowadzenie sekcji smyczkowej
- Rob Sabino – syntezatory, syntezator basowy
- Tony Thompson – perkusja

## Produkcja
- Nile Rodgers – producent muzyczny
- Jason Corsaro – inżynier dźwięku, inżynier miksu
- Rob "Ace" Eaton – inżynier dźwięku
- Karen Milne – koordynator sekcji smyczkowej
- Kermit Moore – koordynator sekcji smyczkowej
- Gus Skinas – cyfrowa edycja dźwięku
- Eric Mohler – asystent
- Malcolm Pollack – asystent
- Bob Ludwig – mastering
- Ted Jensen – mastering wersji z 2001 roku
- Jeffrey Kent Ayeroff – dyrektor artystyczny
- Paula Greif – dyrektor artystyczny
- Jeri McManus – dyrektor artystyczny, projektant
- Steven Meisel – fotograf

## Certyfikaty i sprzedaż
| Kraj              | Certyfikat          | Sprzedaż   |
| ----------------- | ------------------- | ---------- |
| Australia         | 7 x platynowa płyta | 490 000    |
| Brazylia          | platynowa płyta     | 400 000    |
| Finlandia         | platynowa płyta     | 35 000     |
| Francja           | 2 x platynowa płyta | 600 000    |
| Hiszpania         | platynowa płyta     | 320 000    |
| Holandia          | platynowa płyta     | 100 000    |
| Japonia           | 2 x platynowa płyta | 790 000    |
| Kanada            | diamentowa płyta    | 1 000 000  |
| Meksyk            | 3 x platynowa płyta | 400 000    |
| Niemcy            | 3 x złota płyta     | 750 000    |
| Nowa Zelandia     | platynowa płyta     | 20 000     |
| Singapur          | 2 x platynowa płyta | 30 000     |
| Stany Zjednoczone | diamentowa płyta    | 10 000 000 |
| Szwajcaria        | 2 x platynowa płyta | 100 000    |
| Wielka Brytania   | 6 x platynowa płyta | 1 800 000  |
| Włochy            | 6 x platynowa płyta | 600,000    |

## Single
| #  | Tytuł           | Data wydania     | [ 4 ] | Unia Europejska | [ 5 ] | Polska |
| -- | --------------- | ---------------- | ----- | --------------- | ----- | ------ |
| 1. | Like a Virgin   | październik 1984 | # 1   | # ?             | # 3   | —      |
| 2. | Material Girl   | styczeń 1985     | # 2   | # ?             | # 3   | —      |
| 3. | Angel           | kwiecień 1985    | # 5   | # ?             | # 5   | —      |
| 4. | Into the Groove | lipiec 1985      | # 5   | # ?             | # 1   | —      |
| 5. | Dress You Up    | lipiec 1985      | # 5   | # ?             | # 5   | —      |